# Галерея современного искусства
Галерея современного искусства — художественная галерея, посвящённая современному искусству.
В отличие от городской картинной галереи и музея, в галерее современного искусства есть:
- постоянная или временная экспозиция,
- концепция, выставочная политика;
- регулярная смена декораций;
- специализированные работники: эксперт, куратор, искусствовед, консультант;
- договорные отношения с субъектами (художниками);
- и зарекомендовавшие себя, и молодые художники;
- камерная обстановка;
- возможность приобретения произведения искусства.

Галери́ст — владелец или организатор галереи.

## В России
Галереи в сегодняшнем понимании возникают в России в 1980-х годах. В 1982 году открылась первая галерея Ленинграда, галерея «АССА». Основа изучения деятельности галерей — это публикации в периодической печати, сети Интернет, анонсирующие проходящие в художественных галереях выставки, альбомы, каталоги и хроники.
В 1990-е годы в Москве сформировались галереи современного искусства (Галерея М’АРС, 1988 год; Галерея С.АРТ, 1989 год; Галерея Марата Гельмана, 1990 год; Галерея «Риджина», 1990 год), которые предлагают посетителям познакомиться с выставками различных работ, а также осуществляют прямые продажи этих работ непосредственно в галерее. С развитием арт-рынка ряд российских галерей современного искусства объединили свои усилия по продаже работ в едином пространства Винзавода: Айдан галерея, Галерея «Риджина», Галерея Марата Гельмана, XL Галерея, Галерея Osnova и др.

## Функции
Галереи современного искусства имеют такие функции, как репрезентативная, научно-просветительская, коммуникативная, экспертная, коллекционная, коммерческая, рекламная, анализ, сохранение и популяризация искусства. Галереи знакомят зрителя с новыми произведениями, воспитывают художественный вкус, изучают и сохраняют для будущих поколений наиболее значимые предметы и формируют арт-рынок современного искусства России.
В России галерея — это не только коммерческая институция, но и организация, занимающаяся просветительской деятельностью и участвующая в различных социальных, некоммерческих, благотворительных проектах, их сфера деятельности значительно расширена географически, их место в культурном пространстве позиционируется и через социальное положение галериста.